# Ernolsheim-lès-Saverne
 Ernolsheim-lès-Saverne (en alsacià Arelse) és un municipi francès, situat a la regió del Gran Est, al departament del Baix Rin. L'any 1999 tenia 593 habitants.
Forma part del cantó de Saverne, del districte de Saverne i de la Comunitat de comunes del Pays de Saverne.

## Demografia
| 1962 | 1968 | 1975 | 1982 | 1990 | 1999 |
| ---- | ---- | ---- | ---- | ---- | ---- |
| 456  | 465  | 486  | 513  | 562  | 593  |

## Administració
| Període   | Identitat          | Partit |
| --------- | ------------------ | ------ |
| 1983-1989 | Ernest Bach        |        |
| 1989-1995 | Jean-Pierre Adolff |        |
| 1995-2001 | Robert Zimmermann  |        |
| 2001-     | Jeannot Schnell    |        |